# Tercer viaje de James Cook

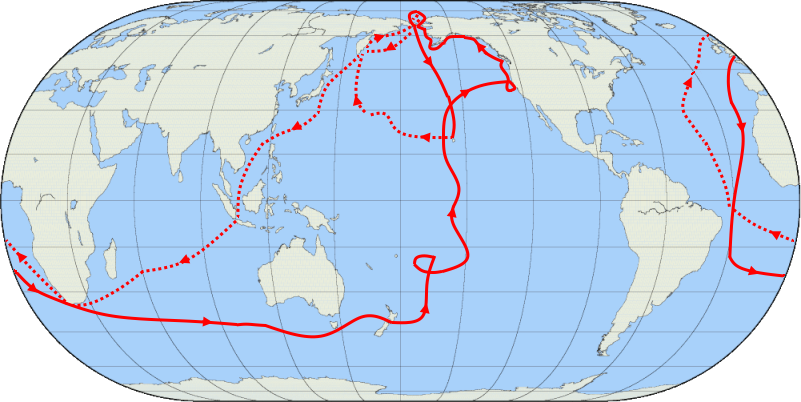
La ruta del tercer viaje de Cook se muestra en rojo, y en azul la que se siguió después de su muerte.

El tercer y último viaje de James Cook (12 de julio de 1776 - 4 de octubre de 1780) tomó la ruta de Plymouth a través de Ciudad del Cabo y Tenerife a Nueva Zelanda y las islas hawaianas, y a lo largo de la costa norteamericana hasta el Estrecho de Bering.
Su propósito aparente era devolver a Omai, un joven de Raiatea, a su tierra natal, pero el almirantazgo lo utilizó como tapadera para su plan de enviar a Cook en un viaje para descubrir el Paso del Noroeste. El HMS Resolution, al mando de Cook, y el HMS Discovery, al mando de Charles Clerke, se prepararon para el viaje que comenzó en Plymouth en 1776.
Omai fue devuelto a su tierra natal y los barcos siguieron navegando, encontrando el archipiélago de Hawái, antes de llegar a la costa del Pacífico de América del Norte. Los dos trazaron la costa oeste del continente y pasaron por el Estrecho de Bering cuando el hielo les impidió navegar hacia el este o el oeste. Los barcos volvieron al Pacífico y llamaron brevemente a las islas Aleutianas antes de retirarse hacia Hawái para pasar el invierno.

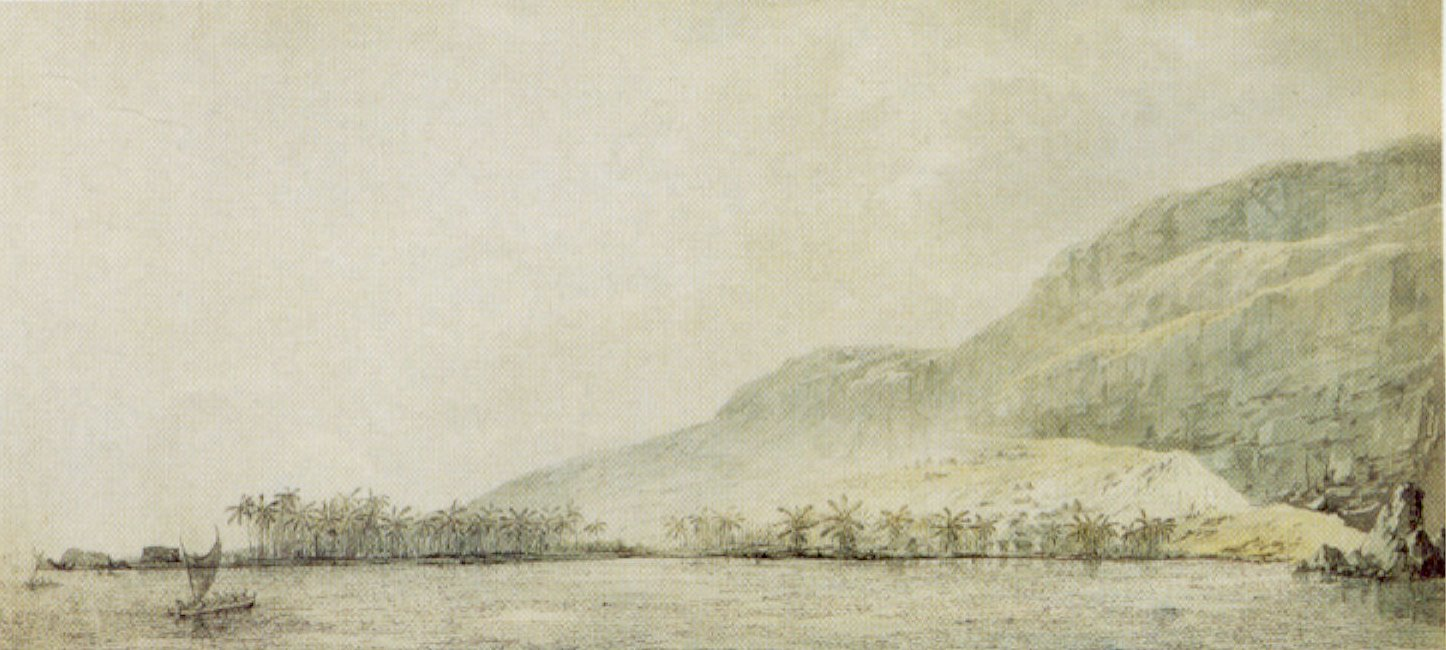
Bahía de Kealakekua en 1779 por John Webber, artista embarcado en el Tercer viaje de James Cook.

En la bahía de Kealakekua se produjeron varias disputas entre los europeos y los hawaianos que culminaron con la muerte de Cook en un violento intercambio el 14 de febrero de 1779. El mando de la expedición fue asumido por Charles Clerke, que intentó en vano encontrar el pasaje antes de su propia muerte. Bajo el mando de John Gore, las tripulaciones regresaron a una acogida moderada en Londres en octubre de 1780.

## Concepción
Principalmente, el propósito del viaje era un intento de descubrir el famoso Paso del Noroeste entre el Atlántico y el Pacífico alrededor de la cima de América del Norte. Las órdenes de Cook del Almirantazgo británico fueron impulsadas por una Ley de 1745 que, cuando se amplió en 1775, prometió un premio de 20.000 libras esterlinas para quien descubriera el pasaje. Inicialmente el Almirantazgo había querido que Charles Clerke liderara la expedición, con Cook, que estaba retirado tras sus hazañas en el Pacífico, actuando como consultor. Sin embargo, Cook había investigado las expediciones de Bering, y el Almirantazgo finalmente depositó su fe en el veterano explorador para que liderara con Clerke acompañándole. El arreglo fue hacer un ataque a dos frentes, Cook moviéndose desde el estrecho de Bering en el Pacífico norte con Richard Pickersgill en la fragata Lyon tomando el enfoque del Atlántico. Planeaban encontrarse en el verano de 1778.
En agosto de 1773 Omai, un joven raiateano, se embarcó desde Huahine, viajando a Europa en la Adventure, comandada por Tobias Furneaux que había tocado en Tahití como parte del segundo viaje de descubrimiento de James Cook en el Pacífico. Llegó a Londres en octubre de 1774 y fue introducido en la sociedad por el naturalista Joseph Banks y se convirtió en una de las curiosidades favoritas de Londres. Ostensiblemente, el tercer viaje fue planeado para regresar a Omai a Tahití; esto es lo que el público en general creía.

## Preparación y personal

### Buques y provisiones

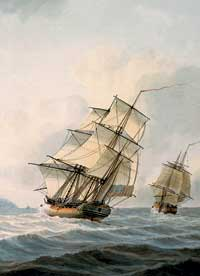
Resolution y Discovery.

En su último viaje, Cook volvió a comandar el HMS Resolution, que comenzó su carrera como buque collier del Mar del Norte de 462 toneladas, Marquis of Granby, lanzado en Whitby en 1770, y comprado por la Marina Real en 1771 por 4.151 libras y convertido a un costo de 6.565 libras. Tenía 111 pies (34 m) de largo y 35 pies (11 m) de ancho. Fue registrado originalmente como HMS Drake. Después de su regreso a Gran Bretaña en 1775, fue «pagado», pero fue puesta de nuevo en servicio en febrero de 1776 para el tercer viaje de Cook. El barco llevaba a bordo una cantidad de ganado enviada por Jorge III como regalo para los isleños de los Mares del Sur. Estos incluían ovejas, vacas, cabras y cerdos, así como las aves de corral más habituales. Cook también requisó: «100 chaquetas de jersey, 60 chalecos de jersey, 40 pares de pantalones de jersey, 120 chalecos de lino, 140 calzoncillos de lino, 440 camisas de cuadros, 400 vestidos, 700 pares de pantalones, 500 pares de medias, 80 gorros de lana, 340 gorros holandeses y 800 pares de zapatos».
El capitán Charles Clerke comandó el HMS Discovery, que era un collier construido en Whitby de 299 toneladas, originalmente llamado Diligence cuando fue construido en 1774 por G. & N. Langborn para William Herbert de quien fue comprado por el Almirantazgo británico. Tenía un rayo de 27 pies (8,2 m) con una profundidad de 11 pies (3,4 m). Costó 2.415 libras, incluyendo las modificaciones. Originalmente un bergantín, Cook lo cambió por una fragata totalmente equipada.

### Compañías de barcos
Como su primer teniente, Cook tenía a John Gore, que había dado la vuelta al mundo con él en el Endeavour y con Samuel Wallis en el HMS Dolphin. James King fue su segundo oficial y John Williamson el tercero. El maestro era William Bligh, que más tarde comandaría el  HMS Bounty. William Anderson era cirujano y también actuaba como botánico, y el pintor John Webber era el artista oficial. La tripulación incluía seis guardiamarinas, un cocinero y un ayudante de cocina, seis intelectuales, veinte marineros incluyendo un teniente, y cuarenta y cinco marineros capaces.
El Discovery fue comandado por Charles Clerke, quien había servido en las dos primeras expediciones de Cook y había navegado anteriormente con Byron. Su primer teniente era James Burney, su segundo John Rickman y entre los guardiamarinas estaba George Vancouver. Tenía una tripulación de 70 personas: 3 oficiales, 55 tripulantes, 11 marineros y un civil.
Otros miembros de la tripulación fueron:
- William Bayly se como astrónomo.
- James Cleveley, hermano de los artistas John y Robert, como carpintero.
- George Dixon como armero en el Resolution.ref>«Dixon's Voyage Round the World», The Monthly Review 80, junio de 1789: 502 y 511, OCLC 1772616.</ref>
- John Ledyar, un estadounidense que sirvió como infante de marina.
- David Nelson fue un coleccionista botánico.[7]
- Omai, un nativo de la isla de Raiatea que había sido traído a Londres en el segundo viaje de Cook, actuó como intérprete hasta que regresó a casa.
- Nathaniel Portlock como compañero de maestro en el Discovery y más tarde en el Resolution.
- Edward Riou fue guardiamarina en el Discovery y luego en el Resolution.
- Henry Roberts se como compañero de maestro en el Resolution. Preparó las cartas para el relato oficial del viaje.[8][9]
- David Samwell fue el primer compañero del cirujano en Resolution.
- William Taylor, guardiamarina en el Resolution.
- James Trevenen, guardiamarina en el Resolution.
- John Watts, guardiamarina en el Resolution.

## Viaje
El capitán James Cook zarpó de Plymouth el 12 de julio de 1776. Clerke en el Discovery se retrasó en Londres y no lo siguió hasta el 1 de agosto. En el camino a Ciudad del Cabo, el Resolution se detuvo en Tenerife para recargar suministros. El barco llegó a Ciudad del Cabo el 17 de octubre y Cook inmediatamente lo volvió a calafetear de inmediato porque tenía muchas fugas, especialmente a través de la cubierta principal. Cuando el Discovery llegó el 10 de noviembre, también se encontró que necesitaba volver a calafetear.

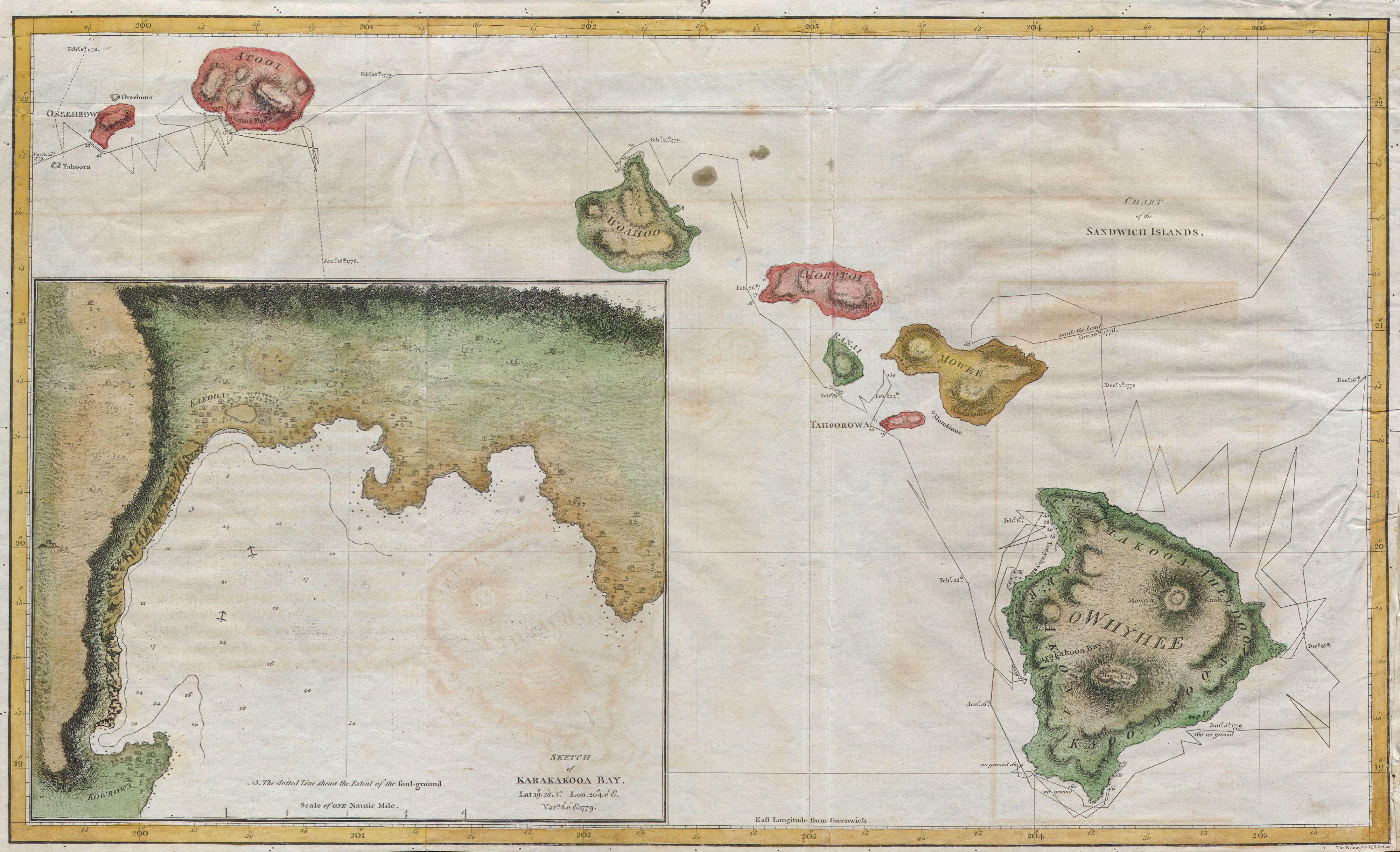
Mapa de las islas hawaianas realizado por uno de los oficiales de Cook, probablemente William Bligh.

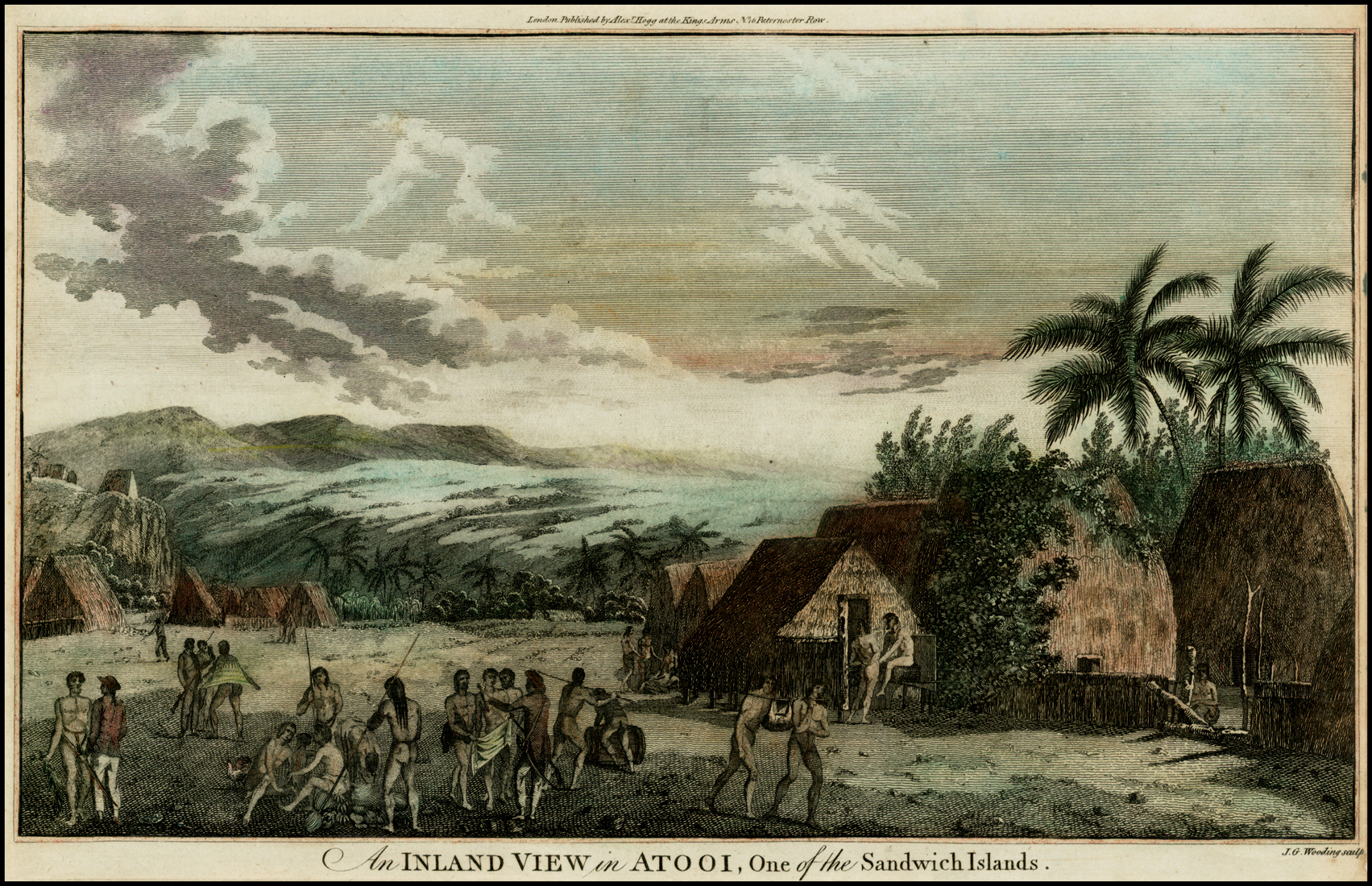
Litografía coloreada a mano que representa un pueblo visitado por el capitán James Cook cerca de Waimea, Kauai, en su tercer viaje. Basado en un grabado de John Webber de 1778 que fue publicado por William Hodges, es una de las pocas vistas de Hawái realizadas durante el tercer viaje de Cook (1776-1779).

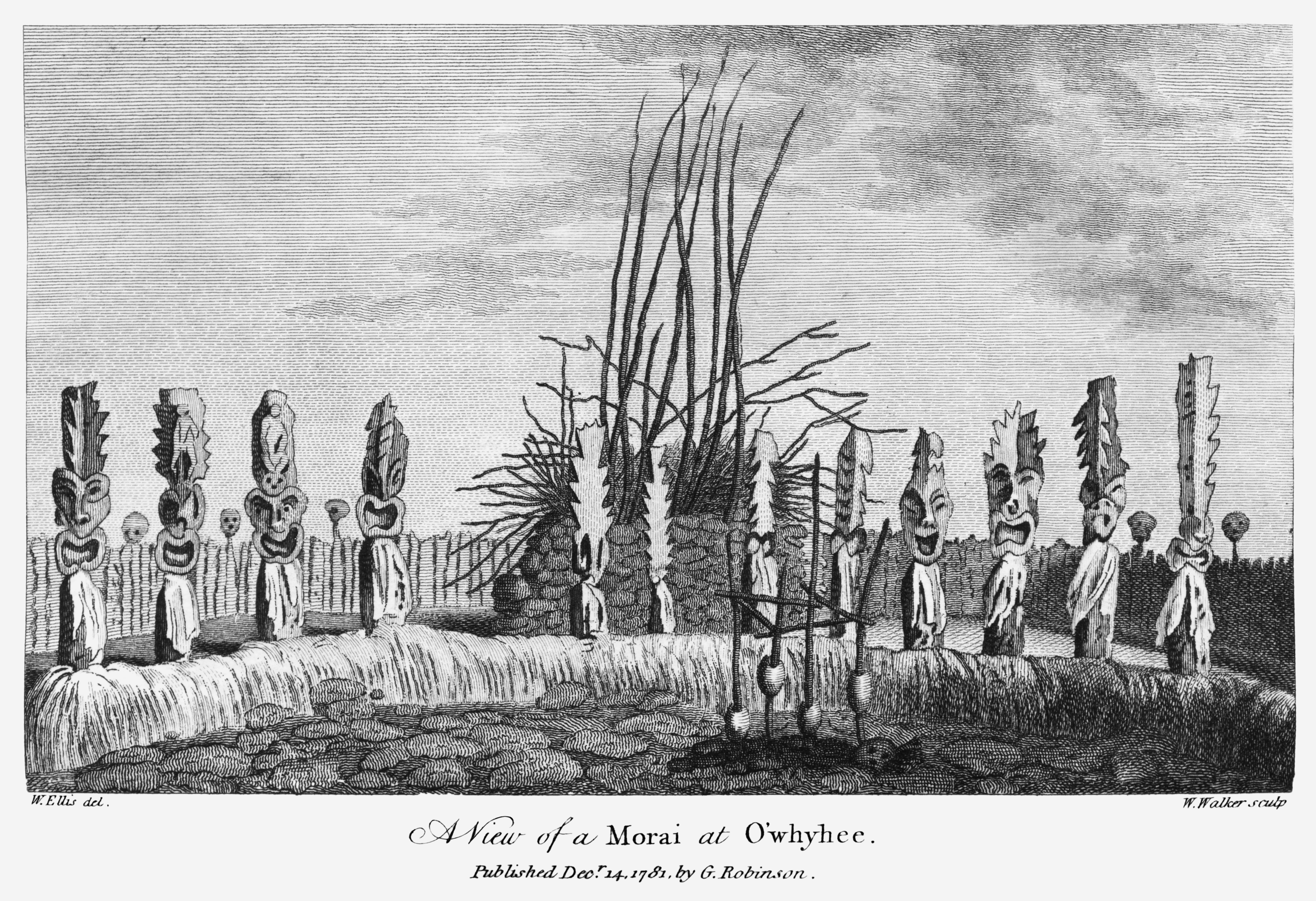
Ilustración de un heiau de la bahía de Kealakekua por William Ellis.

Los dos barcos navegaron en compañía el 1 de diciembre y el 13 de diciembre localizaron y nombraron las Islas del Príncipe Eduardo. Doce días después encontró las islas Kerguelen que no había encontrado en su segundo viaje. Impulsados por fuertes vientos del oeste, llegaron a la Tierra de Van Diemen el 26 de enero de 1777, donde tomaron agua y madera y conocieron superficialmente a los aborígenes que vivían allí. Los barcos siguieron navegando, llegando al Queen Charlotte Sound en Nueva Zelanda el 12 de febrero. Aquí los maorí se mostraron aprensivos porque creían que Cook se vengaría de la muerte en diciembre de 1773 de diez hombres del Adventure, comandados por Furneaux, en su segundo viaje. Después de dos semanas los barcos partieron hacia Tahití pero los vientos contrarios los llevaron hacia el oeste hasta Mangaia donde se avistó tierra por primera vez el 29 de marzo. Para reabastecerse, los barcos se dirigieron con los vientos del oeste a las «Islas Amistosas» (ahora conocidas como Tonga) deteniéndose en el camino en la Isla Palmerston. Permanecieron en las «Islas Amistosas» desde el 28 de abril hasta mediados de julio, cuando partieron hacia Tahití, llegando el 12 de agosto.
Después de retornar a Omai, Cook retrasó su viaje hasta el 7 de diciembre, cuando viajó al norte y el 18 de enero de 1778 se convirtió en el primer europeo en visitar las islas hawaianas. De paso y después del desembarco inicial en el puerto de Waimea, Kauai, Cook nombró al archipiélago las "Islas Sándwich" en honor al cuarto John Montagu, conde de Sándwich, el primer lord del Almirantazgo en funciones, observando que los habitantes hablaban una versión del idioma polinesio que les era familiar por sus viajes anteriores en el Pacífico Sur.
Desde Hawái, se dirigió al noreste el 2 de febrero para explorar la costa oeste de América del Norte al norte de los asentamientos españoles en Alta California. Aterrizó el 6 de marzo en aproximadamente 44°30′ de latitud norte, cerca del cabo Foulweather en la costa de Oregón, al que dio nombre. El mal tiempo obligó a sus barcos a dirigirse al sur hasta aproximadamente 43° de latitud norte antes de poder comenzar su exploración de la costa hacia el norte. Sin saberlo, navegó por el estrecho de Juan de Fuca y poco después entró en Nootka Sound en la isla de Vancouver. Ancló cerca de la aldea de las Primeras Naciones de Yuquot. Los dos barcos de Cook pasaron alrededor de un mes en Nootka Sound, del 29 de marzo al 26 de abril de 1778, en lo que Cook llamó Ship Cove, ahora Resolution Cove, en el extremo sur de la isla Bligh, a unas 5 millas (8 km) al este a través de Nootka Sound desde Yuquot, una aldea Nuu-chah-nulth —cuyo jefe Cook no identificó pero puede haber sido Macuina—. Las relaciones entre la tripulación de Cook y la gente de Yuquot eran cordiales, aunque a veces fueron tensas. En el comercio, la gente de Yuquot exigía artículos mucho más valiosos que las habituales baratijas que habían funcionado para la tripulación de Cook en Hawái. Los objetos de metal eran muy deseados, pero el plomo, el peltre y el estaño comercializados al principio pronto cayeron en descrédito. Los artículos más valiosos que los británicos recibían en el comercio eran pieles de nutria marina. Durante la estancia de un mes, los «anfitriones» de Yuquot controlaron esencialmente el comercio con los barcos británicos, y no al revés. Generalmente los nativos visitaban los barcos británicos en Resolution Cove en vez de que los británicos visitaran la aldea de Yuquot en Friendly Cove.

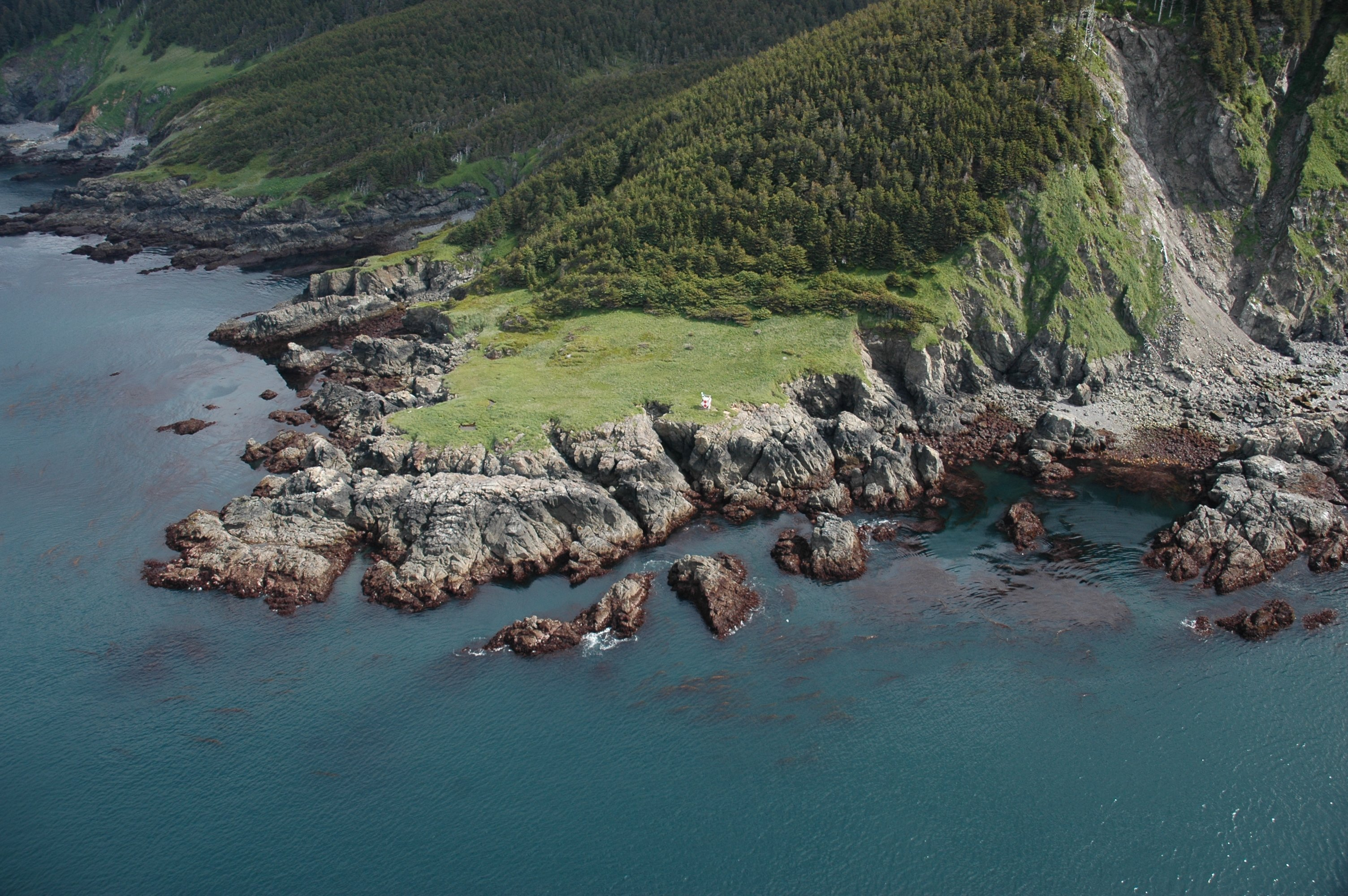
Vista de navegación en el extremo suroeste de la isla Elizabeth que delimita el límite entre ensenada de Cook y el golfo de Alaska.

Después de salir del estrecho de Nootka, Cook exploró y cartografió la costa hasta el Estrecho de Bering, en el camino identificando lo que se conoció como la ensenada de Cook en Alaska. Se ha dicho que, en una única visita, Cook cartografió por primera vez la mayor parte de la costa noroeste de América del Norte en mapas mundiales, determinó la extensión de Alaska y cerró los vacíos de las sondas exploratorias rusas (desde el oeste) y españolas (desde el sur) de los límites septentrionales del Pacífico.
El Estrecho de Bering resultó intransitable, aunque se hicieron varios intentos para navegar a través de él. Se sintió cada vez más frustrado en este viaje, y tal vez comenzó a sufrir de una dolencia estomacal; se ha especulado que esto condujo a un comportamiento irracional de Cook hacia su tripulación, como obligarles a comer carne de morsa, que les parecía incomestible. Desde el Estrecho de Bering la tripulación se dirigió al sur, a Unalaska, en las islas Aleutianas, donde Cook se puso a trabajar el 2 de octubre para volver a calafetear las fugas en la madera del barco. Durante una estancia de tres semanas conocieron a comerciantes rusos y a la población nativa. Los barcos partieron hacia las islas Sándwich el 24 de octubre, avistando Maui el 26 de noviembre de 1778.

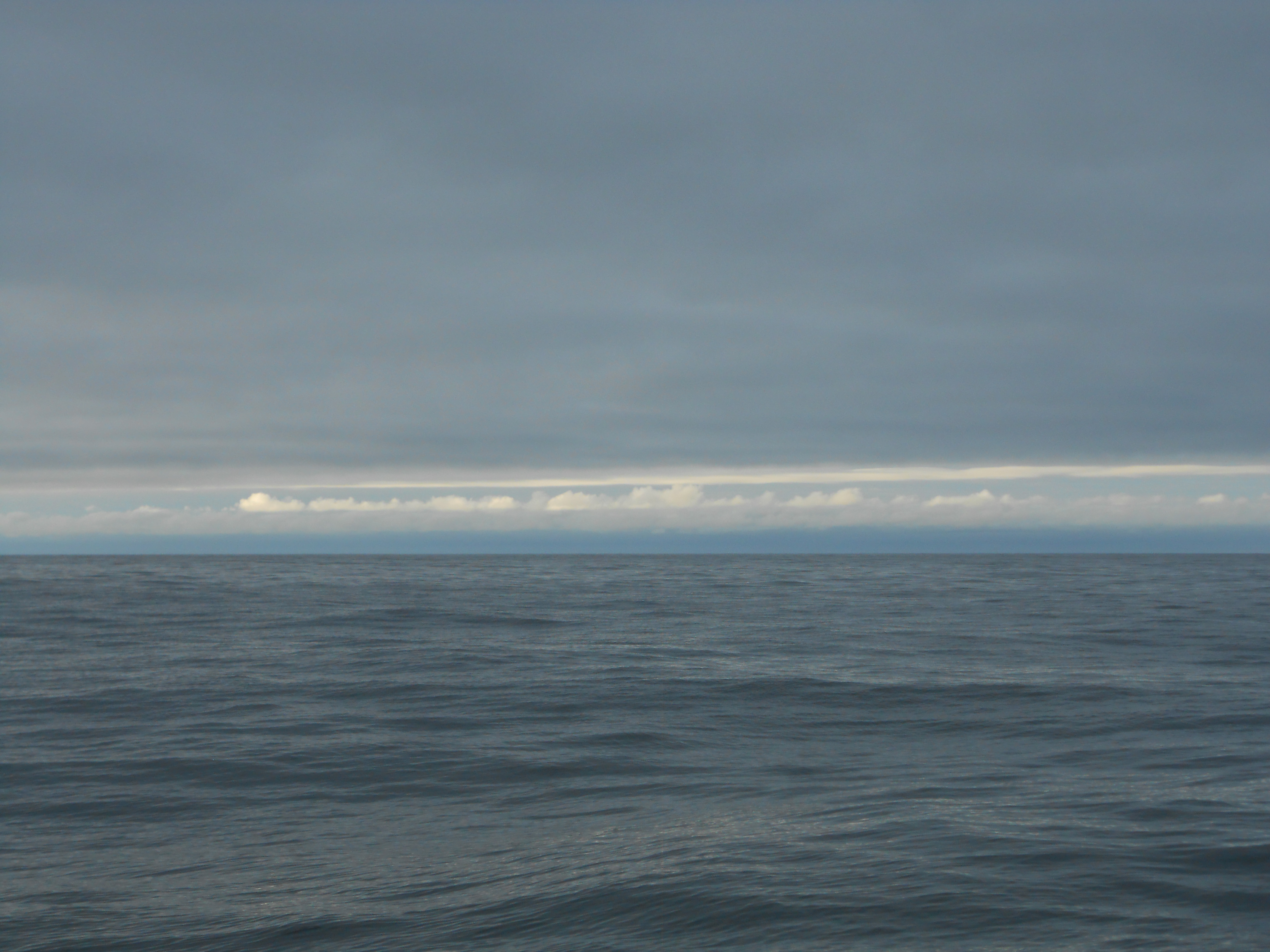
En esta ubicación frente a Wainwright, Cook decidió que su camino hacia el norte estaba completamente bloqueado por el hielo y giró hacia el sur nuevamente.

Los dos buques navegaron alrededor del archipiélago hawaiano durante unas ocho semanas buscando un anclaje adecuado, hasta que llegaron a la bahía de Kealakekua, en la isla de Hawái, la isla más grande del grupo, el 17 de enero de 1779. Durante su navegación por las islas, los barcos fueron acompañados por un gran número de canoas cargadas de regalos, cuyos ocupantes subieron sin temor a bordo de los barcos. Palea, un jefe, y Koa'a, un sacerdote, subieron a bordo y escoltaron ceremoniosamente a Cook hasta la costa, donde fue sometido a una larga y peculiar ceremonia antes de que se le permitiera volver al barco. Sin que Cook lo supiera, su llegada coincidió con el Makahiki, un festival hawaiano de la cosecha en el que se rinde culto al dios polinesio Lono. Coincidentemente, la forma del barco de Cook, el HMS Resolution, o más particularmente la formación del mástil, las velas y la jarcia, se asemejaba a ciertos artefactos significativos que formaban parte de la temporada de culto. De manera similar, la ruta de Cook en el sentido de las agujas del reloj alrededor de la isla de Hawái antes de tocar tierra se asemejaba a las procesiones que tenían lugar en el sentido de las agujas del reloj alrededor de la isla durante los festivales de Lono. Se ha argumentado que esas coincidencias fueron las razones de la deificación inicial de Cook —y, en cierta medida, de su tripulación— por parte de algunos hawaianos que trataban a Cook como una encarnación de Lono. Aunque esta opinión fue sugerida por primera vez por los miembros de la expedición de Cook, la idea de que cualquier hawaiano entendiera que Cook era Lono y la evidencia presentada en apoyo de ella ha sido cuestionada.

## Muerte

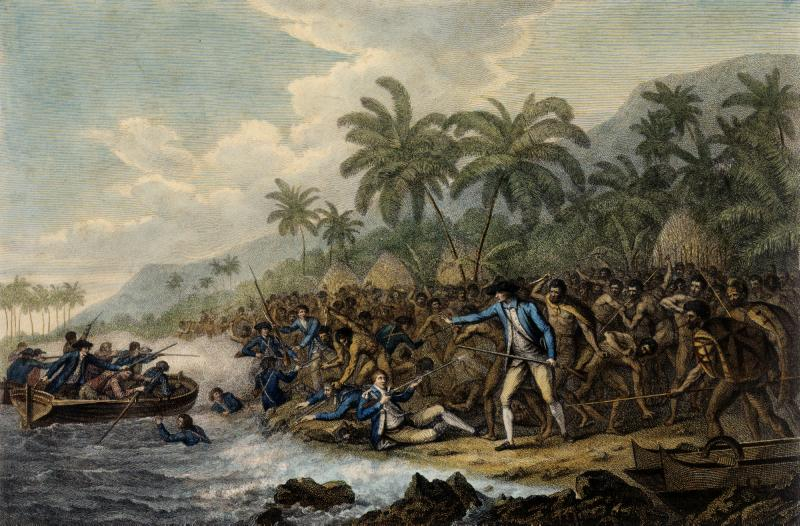
La muerte del capitán Cook pintada por John Webber.

Después de una estancia de un mes, Cook se puso a navegar para reanudar su exploración del Pacífico Norte. Sin embargo, poco después de salir de la isla de Hawái, el trinquete de la Resolution se rompió y los barcos regresaron a la bahía de Kealakekua para efectuar reparaciones. Se ha planteado la hipótesis de que el regreso a las islas por parte de la expedición de Cook no únicamente fue inesperado para los hawaianos nativos, sino que tampoco fue bienvenido porque la temporada de Lono había terminado recientemente —suponiendo que asociaran a Cook con Lono y Makahiki—. En cualquier caso, aumentaron las tensiones y estallaron varias disputas entre europeos y hawaianos. El 14 de febrero en la bahía de Kealakekua, algunos hawaianos tomaron uno de los pequeños botes de Cook. Normalmente, como los robos eran bastante comunes en Tahití y las otras islas, Cook habría tomado rehenes hasta que los artículos robados fueran devueltos.
De hecho, intentó tomar como rehén al rey de Hawái, Kalaniopu'u. Los hawaianos evitaron esto cuando vieron a Cook atrayendo al rey Kalaniopu'u a su barco con un pretexto falso y dieron la alarma. El mismo Kalaniopu'u finalmente se dio cuenta de las verdaderas intenciones de Cook y de repente se detuvo y se sentó donde estaba. Antes de que Cook pudiera obligar al rey a retroceder, cientos de hawaianos nativos, algunos armados con armas, aparecieron y comenzaron una persecución furiosa, y los hombres de Cook tuvieron que retirarse a la playa. Cuando Cook dio la espalda para ayudar a botar los botes, los aldeanos lo golpearon en la cabeza y luego lo mataron a puñaladas mientras caía de cara a las olas. La tradición hawaiana dice que fue asesinado por un jefe llamado Kalanimanokahoowaha. Los hawaianos arrastraron su cuerpo. Cuatro marines, James Thomas, Theophilus Hinks, Thomas Fatchett y John Allen, también murieron y otros dos resultaron heridos en el enfrentamiento.
La estima que, sin embargo, era tenido por los hawaianos resultó en que su cuerpo fuera retenido por sus jefes y ancianos. Siguiendo la práctica de la época, el cuerpo de Cook fue sometido a rituales funerarios similares a los reservados a los jefes y altos mandos de la sociedad. El cuerpo fue destripado, horneado para facilitar la extracción de la carne, y los huesos se limpiaron cuidadosamente para preservarlos como íconos religiosos de una manera que recuerda un poco el tratamiento de los santos europeos en la Edad Media. Algunos de los restos de Cook, que revelaron alguna evidencia que corrobora este efecto, fueron finalmente devueltos a los británicos para un entierro formal en el mar, tras una apelación de la tripulación.

## Viaje de regreso

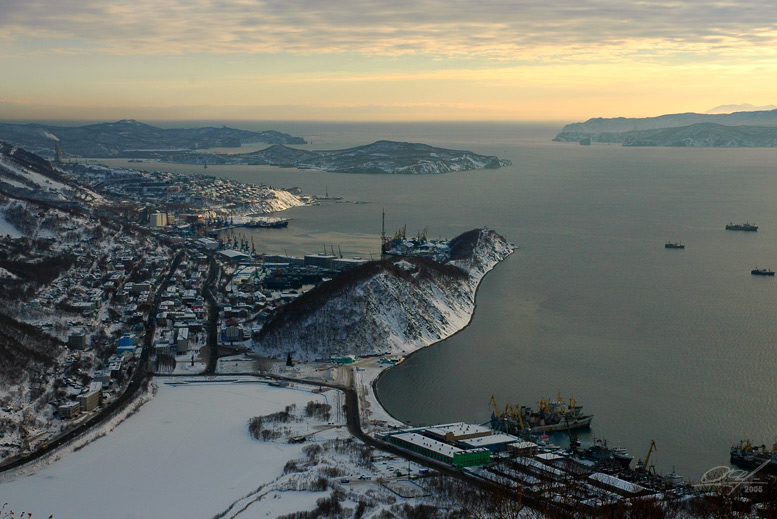
Vista del puerto y la ciudad de Petropávlovsk.

Clerke, que se estaba muriendo de tuberculosis, se hizo cargo de la expedición y navegando hacia el norte, desembarcó en la península de Kamchatka donde los rusos le ayudaron con suministros y para hacer reparaciones a los barcos. Hizo un último intento de pasar más allá del Estrecho de Bering y murió a su regreso en Petropávlovsk el 22 de agosto de 1779. Desde aquí se enviaron los informes de los barcos por tierra, llegando a Londres cinco meses después. Tras la muerte de Clerke, Resolution y Discovery se volvieron a casa comandados por John Gore, un veterano del primer viaje de Cook —y ahora al mando de la expedición—, y James King. Tras pasar por la costa de Japón llegaron a Macao, en China, en la primera semana de diciembre y desde allí siguieron la ruta comercial de las Indias Orientales a través del estrecho de la Sonda hasta Ciudad del Cabo.

## Regreso a casa
Un vendaval atlántico arrasó la expedición tan al norte que tocaron tierra por primera vez en Stromness, en las Orcadas. el Resolution y el Discovery llegaron a las afueras de Sheerness el 4 de octubre de 1780. La noticia de la muerte de Cook y Clerke ya había llegado a Londres, por lo que su regreso a casa fue una bienvenida moderada.

## Publicaciones

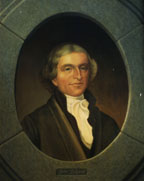
John Ledyard], autor de A Journal of Captain Cook's Last Voyage, 1783.

El relato de Cook de su tercer y último viaje fue completado a su regreso por James King. El diario de Cook terminó abruptamente el 17 de enero de 1779, pero los de su tripulación fueron entregados al Almirantazgo británico para ser editados antes de su publicación. Anticipándose a la publicación de su diario, Cook había pasado mucho tiempo a bordo reescribiéndola.
La tarea de editar el relato del viaje fue confiada por el Almirantazgo al John Douglas, canónigo de San Pablo, quien tenía los diarios en su poder en noviembre de 1780. Añadió el diario del cirujano, William Anderson, a los diarios de Cook y James King. La publicación final, en junio de 1784, ascendió a tres volúmenes, 1617 páginas, con 87 láminas. El interés público en resultó en su venta en tres días, a pesar del alto precio de 4 libras 14 chelines y 6 peniques.
Como en los viajes anteriores, se produjeron relatos no oficiales escritos por miembros de la tripulación. El primero en aparecer, en 1781, fue un relato basado en el diario de John Rickman titulado Journal of Captain Cook's Last Voyage. La traducción alemana Tagebuch einer Entdekkungs Reise nach der Südsee in den Jahren 1776 bis 1780 unter Anführung der Capitains Cook, Clerke, Gore und King de Johann Reinhold Forster apareció en el mismo año. Heinrich Zimmermann publicó en 1781 su diario Reise um die Welt mit Capitain Cook. Luego, en 1782, un relato de William Ellis, Surgeons Mate on the Discovery fue publicado seguido en 1783 por John Ledyard de A Journal of Captain Cook's Last Voyage publicado en Connecticut.